# Zweiter Weihnachtsfeiertag
Der Zweite Weihnachtsfeiertag am 26. Dezember ist in den meisten europäischen Staaten ein gesetzlicher Feiertag zwischen den Jahren.

## Verbreitung
Das Weihnachtsfest erhielt in der Liturgie etwa ab dem 8. Jahrhundert eine Oktav, eine einwöchige Festzeit, in der aber die in diese Zeit fallenden bestehenden Heiligenfeste erhalten blieben.
Der 26. Dezember ist ein gesetzlicher Feiertag in Bulgarien, Dänemark, Deutschland, Estland, Finnland, Griechenland, Irland, Island, Italien, Kroatien, Lettland, Liechtenstein, Litauen, Luxemburg, den Niederlanden, Norwegen, Österreich, Polen, Rumänien, Schweden, der Slowakei, Tschechien, Ungarn, dem Vereinigten Königreich sowie der Republik Zypern. In Spanien ist er nur in Katalonien und den Balearen ein Feiertag, in Frankreich nur in den zwischen 1871 und 1918 zu Deutschland gehörenden Regionen, d. h. den heutigen Départements Bas-Rhin, Haut-Rhin und Moselle. Auch in der deutschsprachigen Gemeinschaft Belgiens und in Teilen der Schweiz wird der 26. Dezember als Feiertag angesehen, doch besteht dort keine landesweit geltende Regelung. In allen übrigen Staaten ist er kein gesetzlicher Feiertag.

## Liturgie
In den evangelischen Kirchen steht am zweiten Weihnachtsfeiertag (Christfest II) nicht mehr die Geburtsgeschichte Jesu im Zentrum, sondern die Fleischwerdung (Inkarnation) des Wortes nach Johannes. Als Evangelium werden Joh 1,1–14 , als Epistel Hebr 1,1–6  und aus dem Alten Testament Jesaja 11,1–9  gelesen. Diese Praxis mit der Betonung des zweiten Feiertages hat den Stephanustag verdrängt.
In der Liturgie der römisch-katholischen, der altkatholischen, der anglikanischen und der Selbständigen Evangelisch-Lutherischen Kirche wird die Inkarnation am ersten Weihnachtsfeiertag gefeiert, wo in der Heiligen Messe „Am Tage“ das Evangelium von der Fleischwerdung des göttlichen Wortes verlesen wird. Der 26. Dezember wird hingegen – wie bereits vor Einführung der Weihnachtsoktav im 8. Jahrhundert – als Fest des heiligen Stephanus begangen und ist Teil der Festoktav mit dem Gedenken an die comites Christi (Begleiter des Christuskindes).

## Weitere Tagesbenennungen
Im Vereinigten Königreich und weiteren Staaten des Commonwealth of Nations wird am 26. Dezember der Boxing Day begangen.